# Alfredo Gómez Cantero
Alfredo Gómez Cantero   (Madrid, 6 d'agost de 1989) és un pilot de trial i enduro espanyol. L'any 2007 va guanyar el Campionat del Món de trial juvenil i el Campionat d'Europa de trial júnior amb Gas Gas, i el 2011 el Campionat del Món de trial júnior amb Montesa.

## Trajectòria esportiva

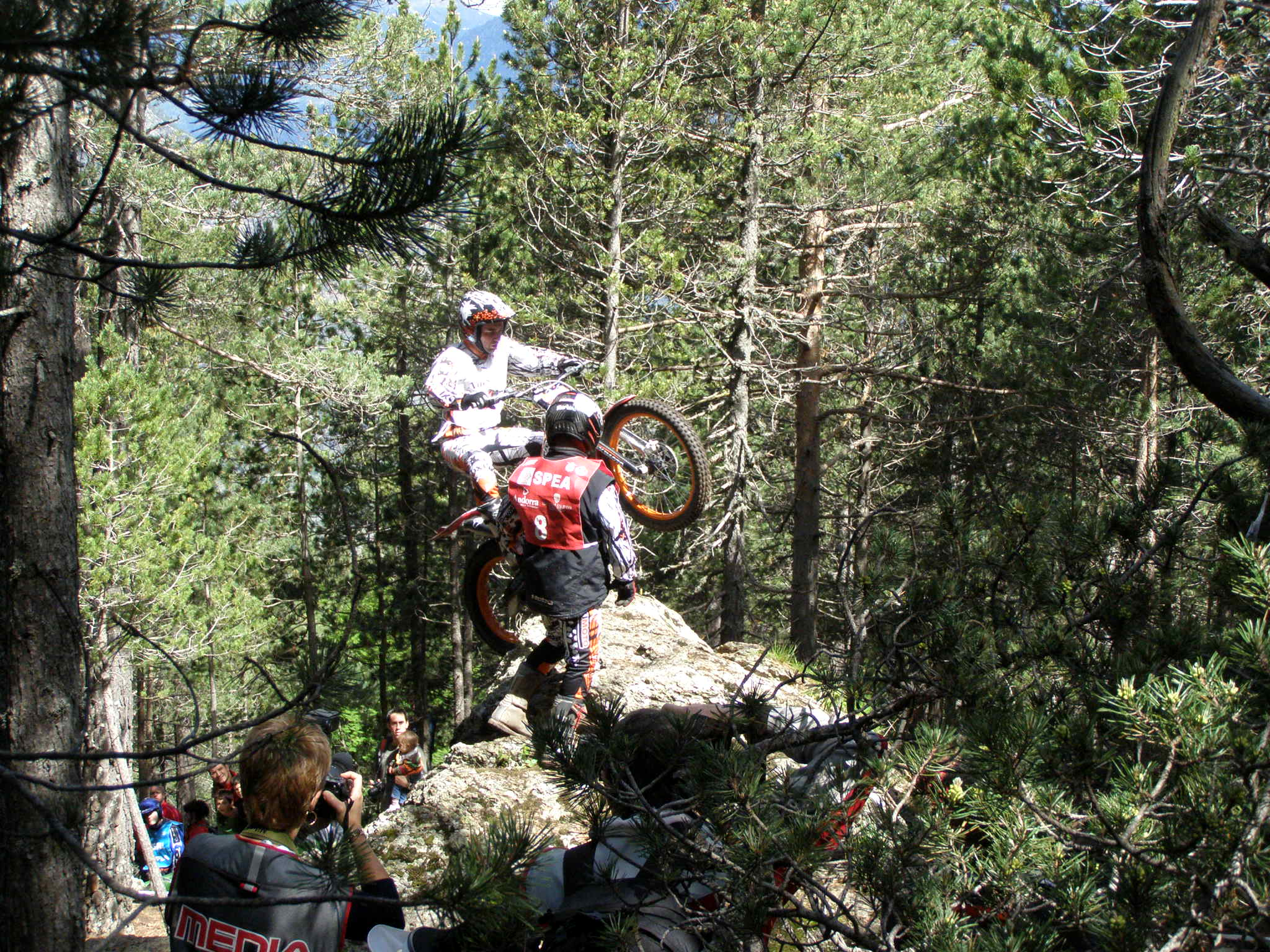
Durant el Campionat d'Europa de trial del 2010, a Andorra

Gómez és un pilot precoç que guanyà el seu primer títol madrileny en categoria alevín a 7 anys, el 1996, i des d'aleshores ha guanyat tota mena de títols en categories infantils i juvenils, a més a més de dos Campionats d'Espanya de trial en motos “clàssiques” (2005 i 2006).
Fins al 2011 va disputar amb Montesa el Campionat del Món de trial júnior, havent-hi quedat tercer el 2008 i subcampió els anys 2009 i 2010. A la vegada, prengué part al Campionat del Món de trial indoor, on acabà desè el 2010, i ha disputat també curses del Campionat del Món d'enduro indoor, com ara l'Enduro Indoor de Barcelona el 2011 amb una Husaberg.
De cara al 2012, un cop acabat el mundial indoor, Montesa no li renovà el contracte i decidí aleshores centrar-se en la disciplina de l'enduro, abandonant momentàniament la competició en trial. Tot i així, d'aquesta darrera modalitat en disputà alguna prova important amb una Gas Gas privada, com ara els Tres Dies de Santigosa a la primavera, en què acabà segon de la general.
La seva germana Sandra és també una prometedora pilot de trial, guanyadora del Trial de les Nacions en categoria femenina els anys 2008, 2010 i 2011 com a integrant de la selecció estatal.

## Palmarès en trial

### Competicions superiors
| Any  | Motocicleta  | C. del Món outdoor | C. del Món indoor | C. d'Espanya outdoor | C. d'Espanya indoor |
| ---- | ------------ | ------------------ | ----------------- | -------------------- | ------------------- |
| 2008 | Montesa      | -                  | -                 | 7è                   | -                   |
| 2009 | Montesa      | -                  | 9è                | 5è                   | 1r Júnior           |
| 2010 | Montesa      | -                  | 10è               | 6è                   | -                   |
| 2011 | Montesa      | 19è                | 11è               | 8è                   | 9è                  |
| 2012 | Mts./Gas Gas | -                  | 8è                | -                    | -                   |

### Competicions inicials
| Any          | Motocicleta  | C. del Món júnior | C. del Món juvenil | C. d'Europa | C. d'Europa júnior | C. d'Europa juvenil | C. d'Espanya menors        | Títols |
| ------------ | ------------ | ----------------- | ------------------ | ----------- | ------------------ | ------------------- | -------------------------- | ------ |
| 2001         | Gas Gas      | -                 | -                  | -           | -                  | 15è                 | 2n Cadet                   | -      |
| 2002         | Gas Gas      | -                 | -                  | -           | -                  | -                   | 2n Cadet                   | -      |
| 2003         | Gas Gas      | -                 | -                  | -           | -                  | 5è                  | 1r Cadet                   | 1      |
| 2004         | Gas Gas      | -                 | -                  | -           | -                  | 5è                  | 2n Júnior                  | -      |
| 2005         | Gas Gas      | -                 | -                  | -           | -                  | 3r                  | 1r Júnior 125 i Clàssiques | 2      |
| 2006         | Gas Gas      | -                 | 4t                 | -           | 4t                 | -                   | 1r Clàssiques              | 1      |
| 2007         | Gas Gas      | 14è               | 1r                 | -           | 1r                 | -                   | 1r Sènior B                | 3      |
| 2008         | Montesa      | 3r                | -                  | 3r          | -                  | -                   | -                          | -      |
| 2009         | Montesa      | 2n                | -                  | 2n          | -                  | -                   | -                          | -      |
| 2010         | Montesa      | 2n                | -                  | 5è          | -                  | -                   | -                          | -      |
| 2011         | Montesa      | 1r                | -                  | 2n          | -                  | -                   | -                          | 1      |
| Total títols | Total títols | 1                 | 1                  | 0           | 1                  | 0                   | 5                          | 8      |

1. ↑  Al total de títols s'hi compten tots els campionats estatals o internacionals guanyats